# Płaskowyż Aszanti
Płaskowyż Aszanti lub Wyżyny Aszanti – rejon leżący w zachodniej Ghanie, rozpościera się na północ od niziny Akan i sięga od granicy Wybrzeża Kości Słoniowej na zachodzie do wzniesień jeziora Wolty na wschodzie. Stosunkowo niskie temperatury płaskowyżu były atrakcyjne dla Europejczyków, szczególnie misjonarzy, którzy założyli tu wiele znanych szkół i uczelni w tym regionie.
Południowa część Wyżyny Aszanti rozciąga się od stóp płaskowyżu Kwahu na północy, do nizin na południu; pochylenie łagodnie opada od około 300 m n.p.m. na północy do około 150 m n.p.m. na południu. W regionie tym znajdują się miasta historycznego i ekonomicznego znaczenia, między innymi Kumasi, drugie pod względem wielkości miasto Ghany i była stolica imperium Aszanti.